# تپه چغاگاوانه
تپه چغا گاوانه یا چیاگاوانه (به کردی: چیاگاوانه) یک محوطۀ باستانی مربوط به حدود ۱۰ هزار سال پیش است که در شهر اسلام‌آباد غرب واقع شده است. طبق یافته‌های باستان‌شناسان، این محوطه در گذشته یک ارگ حکومتی بوده که خانه‌های مسکونی تا شعاع یک کیلومتری آن واقع شده بوده‌اند. این اثر در تاریخ ۱۹ تیر ۱۳۴۸ با شمارهٔ ثبت ۸۳۸ به‌عنوان یکی از آثار ملی ایران به ثبت رسیده‌است.

## مشخصات تپه
تپه چغاگاوانه با ارتفاعی حدود ۲۵ متر در وسط شهر اسلام‌آباد غرب بین خانه‌های مسکونی قرار دارد. ۹ قسمت از ۱۰ قسمت تپه ضمن خیابان‌کشی و خانه‌سازی از بین رفته‌است. وسعت کنونی آن حدود ۱۰/۰۰۰ متر مربع می‌باشد. در کاوش‌های انجام شده در تپه دو طبقۀ مختلف پیدا شده که حدود ۱۰۰ تا ۱۵۰ سال با هم اختلاف زمانی دارند. ساختمان هر دو طبقه با خشت خام بنا شده‌است و تنها بر حسب ضرورت گاهی از آجر برای کف اتاق‌ها و پلکان‌ها استفاده کرده‌اند. اتاق‌های طبقۀ اول وابسته به طبقۀ پایین بوده است. ظاهراً ساکنان طبقآ اول با اندک دخل و تصرفی از اتاق‌های طبقه بالا استفاده کرده‌اند. از نظر اصول فنی ساختمان طبقۀ دوم پیشرفته‌تر از طبقۀ اول است. ساختمان با ۴۵ درجه انحراف در جهت شمالی – جنوبی پی‌ریزی گردیده، دیوارهای آن‌ها گچ روکش شده، ولی در طبقۀ دوم در برخی از دیوارها به جای گچ رنگ قرمز را با ترکیبی از گل اّخرا مورد استفاده قرار داده‌اند. در مرکز هر طبقه اتاق بزرگی با ۵ درگاه ورودی وجود دارد، اما در اتاق‌های طبقۀ اول یک درگاه بیشتر وجود ندارد.

## مشخصات ساختمان‌های موجود در تپه
این بنا شامل مجموعه‌ای از اتاق‌ها است که احتمالاً بخش شرقی آن محل سکونت حاکم و بخش غربی آن مرکزی برای کارهای اداری و صنعتی بوده‌است. در داخل برخی از اتاق‌ها، کوره‌های سفالگری شناسایی شد. همچنین در داخل یکی از اتاق‌ها (اتاق شماره پنج) تعدادی لوح گلی با خط میخی بابلی به دست آمد. برخی از این لوح‌ها خام و برخی دیگر حرارت دیده بودند. در پای دیوار شمالی این اتاق، سه اجاق در یک ردیف قرار داشت. احتمالاً این اجاق‌ها برای پختن لوح‌ها ساخته شده بودند. در اتاق‌های شماره شانزده و هفده نیز تعدادی مهر از جنس عقیق، استخوان، سنگ و … به دست آمده. با لایه نگاری که در سال ۷۸–۱۳۷۷ ش توسط کامیار عبدی صورت گرفت. آثاری از دوران نوسنگی جدید و مس و سنگ قدیم و عصر آهن تا دوره اشکانی شناسایی شد.

## حفاری‌های انجام شده
در سال ۱۹۳۶ م، اریش فریدریش اشمیت طی بررسی غرب ایران موفق به تهیه عکس هوایی از این محوطه تاریخی شد.
پس از آن در سال ۱۳۴۶ خورشیدی هیأتی از مرکز باستان‌شناسی ایران اقدام به گمانه زنی این تپه نمود. در نتیجه این گمانه زنی آثاری از دوره مس و سنگ تا عصر آهن شناسایی شد. در سال ۱۳۴۹ خورشیدی نیز هیأتی به سرپرستی محمود کردوانی اقدام به کاوش در این محوطه نمود. با انجام این کاوش‌ها، مجموعه بنایی از عصر آهن II (حدود ۹۰۰ – ۸۰۰ ق. م) شناسایی شد. این مجموعه چهار هزار ساله به تازگی توسط کامیار عبدی بازنگری و مطالعه شده و نتایج آن به همراه ترجمه الواح توسط گری بکمن، متخصص زبان‌های باستانی منتشر شده‌است. طبق اظهار باستانشناسان این مجموعه شامل ۵۶ لوح گلی نسبتاً سالم و ۲۸ قطعه شکسته‌است که به (خط میخی) نوشته شده و مربوط به دوره بابل قدیم (حدود ۳۸۰۰سال پیش) است. این مجموعه ارزشمند پس از ۳۰سال فراموشی، در جریان کاوش‌های جدید در منطقه چغاگاوانه در سال‌های ۷۶تا ۷۹مجدداً مورد بازنگری و مطالعه قرار گرفت.

## حفاری در مرکز تپه
حفاری در مرکز تپه یا شهر باستانی که محل سکونت حاکم یا سلطان بود صورت گرفته‌است زیرا یک عدد تیغه مفرغی با خط میخی بابلی در قسمت شرقی تپه در طبقه اول بدست آمده که روی آن نوشته «کاخ دای» که کلمه دای آخر نام صاحب کاخ است. گویا قسمت غربی مرکز کارهای اداری و صنعتی و قسمت شرقی محل سکونت بوده‌است. ساکنان در طبقه اول دو کوره سفالگری احداث کرده‌اند که در نوع خود قابل توجه است.

## اشیاء یافت‌شده در تپه
در کف یکی از اتاق‌ها تعدادی لوح گلی با خط میخی بابلی بدست آمده تعدادی از آن‌ها حرارت دیده و تعدادی هم خام بودند. در اتاق مذکور مجسمه سفالی حیوانی شبیه گرگ به طول ۴ سانتیمتر و مجسمه سفالین کوچک دیگری احتمالاً «الهه کریشنا» به طول ۷ سانتیمتر و یک پیکان مفرغی به طول ۶ سانتیمتر پیدا شده یک آویز طلا به نقش خورشید و یک مهر استوانه ای با ۳ ردیف خط میخی بابلی مربوط به هزاره دوم ق. م پیدا شده که بر روی آن نقش زنی با لباس چین دار بلند و کلاه مدور که در برابر یکی از خدایان ایستاده و خدای مزبور دارای لباس بلند و بر روی چهارپایه نشسته‌است. متن نوشته مهر چنین است: «سامی توم دختر تالری خدمتگزار خدای اداد»

## آثار آتش‌سوزی در تپه
آثار سوختگی سراسری در روی تپه هویداست، که باید ناشی از حملات آشوریان باشد. گویا شهر خالی از سکنه و مردم بوده و در زمان حملات آشوری‌ها احتمالاً از حمله آگاه بوده‌اند.

## شباهت با دیگر تمدن‌ها
اشیاء به دست آمده با اشیاء شوش شباهت فراوان دارد و ظروف سفالین با سفال‌های لرستان متعلق به قوم کاسی مقایسه می‌شود، در کل تمدن چغاگاوانه با در نظر گرفتن جوانب مختلف با تمدن عیلام گرایش بیشتری دارد که نمونه آن کشف چند مجسمه عیلامی (الهه کریشنا)، دلیل بر این مدعاست.

## آسیب‌ها
بخش زیادی از محوطۀ باستانی چقاگاوانه به دلیل ساخ خانه‌ و خیابان‌ تخریب شده‌، به گونه‌ای که مساحت آن از ۵۰ هکتار به چهار هکتار رسیده است. در سال ۱۳۴۸ علیرغم ثبت ملی محوطه بین ۸ تا ۹ متر از لایه‌های بالایی تپه توسط شهرداری وقت خاکبرداری و تسطیح شد و چند لایۀ تاریخی آن از بین رفت. در سال‌های ده‌های ۱۳۸۰-۹۰ نیز ساخت و ساز و عملیات نوسازی خانه‌های مجاور با محوطۀ تاریخی باعث تراش دادن دیوارهای این محوطه شده و به آن آسیب وارد کرده است.

## راه‌اندازی سایت‌موزه
در آذر ۱۴۰۳ رئیس اداره میراث فرهنگی اسلام آبادغرب از برنامه‌ریزی برای تبدیل این تپه به یک سایت‌موزه با همکاری پژوهشگاه میراث فرهنگی وزارت میراث فرهنگی، فرمانداری و شهرداری اسلام آبادغرب خبر داد.